# Erebia impunctata
Erebia impunctata är en fjärilsart som beskrevs av Höfner 1887. Erebia impunctata ingår i släktet Erebia och familjen praktfjärilar. Inga underarter finns listade i Catalogue of Life.